# Placido Nigido
Placido Nigido (Mineo, 6 oktober 1570 – Palermo, 1640) was een Italiaans rooms-katholiek priester en theologisch schrijver in het koninkrijk Sicilië, dat een Spaans vorstendom was. Hij was aanvankelijk jezuïet.
Nigido gebruikte voor het eerst de term 'mariologie'. Dit paste in de tijdsgeest van het Concilie van Trente, waarin de Contrareformatie aandacht besteedde aan de status van Maria binnen de Roomse Kerk. Na Nigido gebruikte de dominicaan Guillaume-Vincent de Contenson ( -1674) de term marialogie doch deze term kende geen ingang.

## Levensloop
Nigido groeide op in Mineo op het eiland Sicilië. Hij trad in bij de jezuïeten in het jaar 1586. Zijn priesterstudies vonden plaats in Monreale en Messina. Finaal verbleef hij in Palermo. In 1613 verliet Nigido de jezuïetenorde, waarschijnlijk omwille van gezondheidsproblemen. De aartsbisschop van Palermo wees hem een parochie tot waar Nigido pastoor was. Nadien trok hij zich terug in de kerk Santa Maria di Oreto in Palermo. Hij stierf in Palermo circa het jaar 1640.

## Theologische werken
- Nicolai Nigidus, Summa sacrae Mariologiae, Palermo, 1602. Dit werk is een van de eerste systematische essays over Maria, de moeder van Jezus. Nigido behoorde toen nog tot de jezuïetenorde. Hij baseerde zich op de eerste verhandeling over Maria geschreven door de Spaanse jezuïet Francisco Suárez. Deze publiceerde in 1584 over Maria waarbij hij terugging tot de Summa Theologiae van Thomas van Aquino. Nigidus publiceerde in 1602 onder de naam van Nicolai Nigidus, zijn een jaar oudere broer. In dit werk gebruikt hij voor het eerst de term 'Mariologie'. Volgens hem moest dit een aparte discipline worden binnen de rooms-katholieke theologie. In dit werk gebruikte hij een filosofische methode van vraag en antwoord.
- Placidus Nigidus, In Cantica Canticorum expositio duplex, verbalis siue grammaticalis, & litteralis de Beata Virgine domina, Urbino, 1616.
- Placidus Nigidus, Mariale seu De deuotione erga Virginem dominam in quattuor opuscula digestum, Palermo, 1623.[4] Zie illustratie hiernaast.
- Placidus Nigidus, In threnos siue lamentationes Ieremiae. Expositiones variae, Palermo, 1628.
- Placidus Nigidus, Hortus Delitiarum Beatae Mariae Virginis, ad quem Christi Fideles confugientes flores deuotionis erga Deiparam colligunt, Palermo, 1638.